# Bake Turner
Robert Hardy Turner, detto Bake (Alpine, 22 luglio 1940), è un giocatore di football americano statunitense che ha giocato nel ruolo di wide receiver nella National Football League (NFL) e nella American Football League (AFL). Al college giocò a football coi Texas Tech Red Raiders.

## Carriera professionistica
Turner iniziò la sua carriera professionistica nel 1962 con i Baltimore Colts della NFL. L'anno successivo si trasferì ai New York Jets della AFL per sostituire Art Powell, scambiato coi New York Jets. Nella sua prima stagione con la franchigia si classificò al terzo posto nella lega con 71 ricezioni e venne convocato per l'All-Star Game. L'anno successivo stabilì un primato in carriera di 9 touchdown. Nel 1968, Turner vinse coi Jets il campionato AFL e poi a sorpresa il Super Bowl III contro i favoriti Colts. Si ritirò dopo la stagione 1970 passata con i Boston Patriots.

## Vittorie e premi

### Franchigia
- Campionati AFL : 1

New York Jets: 1968
- Super Bowl : 1

New York Jets: Super Bowl III

### Individuale
- AFL All-Star: 1

1963

## Statistiche
| Partite totali         | 118   |
| Yard su ricezione      | 3.541 |
| Touchdown su ricezione | 25    |